# Eupromerella
Eupromerella – rodzaj chrząszczy z rodziny kózkowatych. 

## Zasięg występowania
Przedstawiciele tego rodzaju występują w Ameryce Południowej i Środkowej od Panamy na płn. po Argentynę na płd.

## Systematyka
Do Eupromerella zaliczanych jest 20 gatunków:

- Eupromerella boliviana
- Eupromerella clavator
- Eupromerella fuscicollis
- Eupromerella gallardi
- Eupromerella griseofasciata
- Eupromerella inaequalis
- Eupromerella leucogaea
- Eupromerella maculata
- Eupromerella minima
- Eupromerella nigroapicalis
- Eupromerella nigroocellata
- Eupromerella orbifera
- Eupromerella picturata
- Eupromerella plaumanni
- Eupromerella propinqua
- Eupromerella pseudopropinqua
- Eupromerella quadrituberculata
- Eupromerella semigrisea
- Eupromerella travassosi
- Eupromerella versicolor.